# Чепеларе
 Тази статия е за града.  За върха в Антарктика вижте Чепеларе (връх).  
Чепела̀ре е град в област Смолян и известен зимен курорт в Южна България. Градът е административен център на община Чепеларе.

## География
Чепеларе е разположен в планински район в Родопите и със своите 1232 m надморска височина е вторият най-високо разположен град в България след Доспат. Градът се намира на главния път Пловдив – Смолян, на 26 km северно от областния център Смолян, на 70 km южно от Пловдив, на 11 km северно от курортния комплекс Пампорово и на 217 km от столицата София. Има умерено континентален климат. Снежната покривка се задържа между 80 и 120 дни в годината, а средната ѝ дебелина достига 30 – 80 cm. През града протича река Чепеларска и в нея се влива Камбурска река.

## История
В долината на Чепеларе са намерени предмети и некрополи от епохата на неолита (VІ – V хилядолетие пр. н. е.), могилни некрополи от ІV – V век сл. н. е., гробници на българи християни от ХІІ – ХІV в. и др. През V – VI в. сл. н. е. славяните основават в района селище, съществувало до XIV в., когато е унищожено от османските турци. Първите заселници на мястото на днешния град са отпреди около 300 години. Съвременното селище е основано в началото на XVIII в. Основен поминък на населението са били животновъдството и някои занаяти. Част от мъжете ходели по Беломорието като строители и рибари. Населението дава организиран отпор на честите нападения от кърджалиите. В района на Чепеларе през 1878 – 1879 г. е действала Тракийската революционна българска дружина на капитан Петко войвода.
След Освобождението от османско владичество Чепеларе се развива като културно-просветен и стопански център в региона на Средните Родопи.
На 1 октомври 1899 г. в Чепеларе се основава дружество на Македонската организация с председател Георги Мерджанов, подпредседател Петко Антонов Разсуканов, касиер Атанас Гергинов и секретар Тодор Чичовски. Чепеларе е избрано от Върховния комитет за седалище на ІV пограничен пункт, който да осигурява контакта с Беломорието. Началници на пункта са Вълчо Сарафов (1899 – 1901 г.), Константин Антонов (1901 – май 1902 г.) и Петър Кузманов. Чепеларският пункт получава от Върховния комитет материали за препращане през границата, като за целта са изградени три тайни канала – през Проглед, Широка лъка и Манастир. До пролетта на 1900 година в Чепеларския пункт Върховният комитет складира 400 пушки „Крънка“ и 50 сандъка с патрони, които в следващите месеци по тайните канали са прехвърлени в Османската империя.
През 1880 г. се открива пощенска станция и е прокаран телеграф. През 1921 г. градът е електрифициран. Местното туристическо дружество е основано през 1934 г. и носи името „Студенец“. През 1950 г. е създаден пещерен клуб.
Първата скиорска школа в Чепеларе е открита през 1954 г. Нейните кадри постигат първите успехи в ски дисциплините за България. През 1970 г. се провежда първото ски-състезание за Купата на Чепеларе.
Чепеларе е обявен за град с Указ № 546 от 15.9.1964 г. заедно с други селища във връзка с 20-годишнината от смяната на властта на 9 септември 1944 г. От тогава на тази дата периодично се отбелязва в града с културни събития. През 2018 г. е съвместена с Националните хайдушки празници „Капитан Петко войвода“. На 14 и 15 септември 2019 г. тържествено се чества 55-годишнината от обявяването на Чепеларе за град с концерт и прожекция на филма „Да знаем и помним Чепеларе през вековете“ за историята на селището.

## Население
По данни на ГРАО към 15 септември 2023 г., в града живеят 4769 души по настоящ адрес и има 4999 жители по постоянен адрес.

## Символи
Гербът на Чепеларе изобразява светилник с пламък на червен фон, планина със снежинка на зелен фон и ски, които разделят двете половини на герба. Цветовете са препратка към знамето на България.

## Спортни и природни забележителности
В непосредствена близост до Чепеларе се намира ски-зоната Мечи чал, част от която е най-дългата и една от най-добрите писти за алпийски ски в България. Изградените писти са с обща дължина 20 km. Днес пистите и съоръженията са изцяло обновени и маркирани съгласно Европейските стандарти:
- Има 4-седалков лифт с капацитет 2000 души на час. С него разстоянието 2700 m от гр. Чепеларе до връх „Мечи чал“ се изминава само за 9 минути.
- Пистата за напреднали – „червена“, е с дължина 3250 m. Тя е оборудвана с най-модерната в България система за изкуствен сняг – Johnson Controls, която с 47 оръдия може да покрие пистата за 100 часа при температура от –3 градуса.
- За скиори и сноубордисти е изградена „червена трудна“ писта с дълбок сняг и дължина 1,2 km.
- За средно напреднали има „зелена“ писта с дължина почти 6 km и няколко по-къси писти с различна трудност.
- За първи път в България в курорт Чепеларе пистите са оборудвани с безплатен безжичен интернет и се използва специална система за пропуск на туристите, с която се осигурява плавният достъп до лифта без струпване на скиори в най-натоварените часове на деня.[2][3]

## Културни и исторически обекти

### Музеи
- Музей на родопския карст
- Музей на ските и ски-спорта

Създаден е през 1998 г. след като Екатерина Дафовска печели първия златен медал за България от зимна Олимпиада. Намира се в читалище „Родопска искра“. Представя богатата история и развитието на ски спорта в града, победите и наградите на скиорите. Показани са ски, обувки и други спортни принадлежности на състезателите от дружество „Рожен“ през над 100-годишната му история.

### Други обекти
- Народно читалище „Родопска искра – 1880“
- Православен храм „Успение Богородично“.
- Храм „Свети Атанасий Велики“. Построен е през 1834 г. само за 40 дни.
- Площад „Олимпийски“ и градска градина с водопади. Намират се в центъра на града.
- Хотели и къщи за гости – около 30 обекта за настаняване.
- Астрономическа обсерватория Рожен – на 5,5 km от града.[2]

## Религии
Населението е съставено почти изцяло от българи – както християни, така и мюсюлмани.

## Управление
- Боран Хаджиев – кмет
- Стоян Кузмов – заместник-кмет
- Антоанета Аговска – заместник-кмет

## Обществени институции
- Община
- Медицински център
- Автогара
- Поща
- Туристически информационен център
- Банка ДСК
- Уникредит Булбанк
- Токуда Банк
- Районно полицейско управление
- Районен съд
- Читалище „Родопска искра“
- Средно общообразователно училище „Васил Дечев“
- Професионална гимназия по селско, горско стопанство и туризъм „Никола Вапцаров“
- Спортно училище „Олимпийски надежди“
- Общински детски комплекс
- Обединени детски заведения – филиали Елхица, Радост и Здравец
- Спортен комплекс с тенис-кортове

## Известни личности
Родени в Чепеларе
- Андон Дечев (1876 – 1939) – деец на ВМОРО
- Васил Гаджуров (1940 – 2002) – общественик, радетел за развитие на родното място и дългогодишен градоначалник
- Васил Дечев (1866 – 1941) – историк и етнограф, революционер
- Георги Глухов (1936 – 2003) – преподавател по ядрена енергетика в ТУ – София
- Георги Мавров (? – 1901) – български революционер от ВМОРО, помощник пунктов началник, съдържател на кафене в селото[9][10]
- Екатерина Дафовска (1975) – биатлонистка
- Иван Кехайов (1894 – ?) – офицер, полковник
- Кара Ибрахим – управител на Рупчоска нахия, управлявал областта в периода 1798 – 1832 година
- Мария Манолова (1963) – биатлонистка
- Мехмед Кьорходжа – управник на Ахъчелебийска околия, управлявал мирно областта в периода 1750 – 1779 г.
- Милко Тошков (1963 – 2020) – лекар-ирисдиагностик и природолечител
- Никола Кръстев Чиликов – деец на ВМОРО
- Радослав Янков (1990) – сноубордист
- Симеон Дечев – деец на ВМОРО
- Стоян Савов Ишпеков (1959) – професор в Аграрен университет – Пловдив, доктор на техническите науки, машинен инженер.

## Редовни събития
- Празник на град Чепеларе – 24 май. Културните и спортни прояви по случай празника се организират през целия месец, от Деня на труда 1 май до Деня на детето 1 юни
- Чепеларски Linux fest 2002
- Начало на Зимен сезон 2005/06
- Конкурс „Нова българска народна музика 7/8“ – през юни
- Национален фестивал за шлагера и стара градска песен „Полъх от минали мечти“ – в края на последната седмица на юни (29.6 – 1.7.2018). Той е единствен по рода си за региона на Родопите.
- Планинско бягане на връх „Мечи чал“ – септември 2017, 2018
- Годишнина от обявяването на Чепеларе за град – 15 септември
- Национални хайдушки празници „Капитан Петко войвода“ – септември, за първи път през 2017.

## Други
На Чепеларе е наречена улица в квартал „Триъгълника-Надежда“ в София (Карта).

## Галерия
- Хълмът с паметник на загиналите през войните чепеларци („Малката Шипка“)
- Войнишки паметник „Малката Шипка“
- Паметник на Капитан Петко Войвода
- Паметник на Васил Гаджуров
- Паметник на Васил Дечев